# Eckington (Derbyshire)
Eckington è una cittadina di 16 684 abitanti della contea del Derbyshire, in Inghilterra.